# 100 mètres féminin aux championnats du monde d'athlétisme 1983
Navigation
Rome 1987
L'épreuve du 100 mètres féminin des championnats du monde d'athlétisme 1983 s'est déroulée les 7 et 8 août 1983 dans le Stade olympique d'Helsinki, en Finlande. Elle est remportée par l'Est-allemande Marlies Göhr, en 10 s 97.
Le duel entre Marlies Göhr et Evelyn Ashford était l'un des rendez-vous les plus attendus des championnats, chacune des deux sprinteuses ayant battu le record du monde du 100 mètres plus tôt dans l'année : l'Est-allemande avait réalisé 10 s 81 en juin, l'Américaine 10 s 79 en juillet. Les deux athlètes sont confrontées en quart de finale ; Ashford prend l'avantage en 11 s 11 contre 11 s 16 pour Göhr, mais boite après la course. Elle remporte néanmoins sa demi-finale en 10 s 99 devant Marita Koch, tandis que Göhr remporte aussi la sienne. Lors de la finale, Koch prend le meilleur départ, puis est rejointe par Göhr. Ashford est juste derrière mais est terrassée par une douleur à la cuisse en milieu de course. Göhr l'emporte devant Koch, la troisième place revenant à l'Américaine Diane Williams.

## Résultats

### Finale
| Rang               | Athlète                  | Pays               | Temps   | Notes |
| ------------------ | ------------------------ | ------------------ | ------- | ----- |
| Médaille d'or      | Marlies Oelsner-Göhr     | Allemagne de l'Est | 10 s 97 | CR    |
| Médaille d'argent  | Marita Koch              | Allemagne de l'Est | 11 s 02 |       |
| Médaille de bronze | Diane Williams           | États-Unis         | 11 s 06 |       |
| 4                  | Merlene Ottey            | Jamaïque           | 11 s 19 |       |
| 5                  | Angela Bailey            | Canada             | 11 s 20 |       |
| 6                  | Helinä Marjamaa          | Finlande           | 11 s 24 |       |
| 7                  | Angella Taylor-Issajenko | Canada             | 11 s 30 |       |
| 8                  | Evelyn Ashford           | États-Unis         | DNF     |       |

### Demi-finales
| Rang | Athlète              | Pays               | Temps   | Notes |
| ---- | -------------------- | ------------------ | ------- | ----- |
| 1    | Marlies Oelsner-Göhr | Allemagne de l'Est | 11 s 05 | CR    |
| 2    | Angela Bailey        | Canada             | 11 s 18 |       |
| 3    | Diane Williams       | États-Unis         | 11 s 21 |       |
| 4    | Helinä Marjamaa      | Finlande           | 11 s 29 |       |
| 5    | Silke Gladisch       | Allemagne de l'Est | 11 s 30 |       |
| 6    | Anelia Nuneva        | Bulgarie           | 11 s 31 |       |
| 7    | Alice Brown          | États-Unis         | 11 s 33 |       |
| 8    | Shirley Thomas       | Royaume-Uni        | 11 s 53 |       |

| Rang | Athlète                  | Pays               | Temps   | Notes |
| ---- | ------------------------ | ------------------ | ------- | ----- |
| 1    | Evelyn Ashford           | États-Unis         | 10 s 99 | CR    |
| 2    | Marita Koch              | Allemagne de l'Est | 11 s 08 |       |
| 3    | Angella Taylor-Issajenko | Canada             | 11 s 22 |       |
| 4    | Merlene Ottey            | Jamaïque           | 11 s 26 |       |
| 5    | Olga Antonova            | Union soviétique   | 11 s 30 |       |
| 6    | Nadezhda Georgieva       | Bulgarie           | 11 s 36 |       |
| 7    | Heather Oakes            | Royaume-Uni        | 11 s 50 |       |
| 8    | Rose-Aimée Bacoul        | France             | 11 s 59 |       |

## Légende
Records et Performances
- AR : Record continental (area record)
- CR : Record des championnats (championship record)
- MR : Record du meeting (meet record)
- NR : Record national (national record)
- OR : Record olympique (olympic record)
- PR : Record paralympique (paralympic record)
- PB : Record personnel (personal best)
- SB : Meilleure performance personnelle de la saison (season's best)
- WL : Meilleure performance mondiale de l'année (world leader)
- WJR : Record du monde junior (world junior record)
- WR : Record du monde (world record)

Circonstances et Conditions
- DNF : N'a pas terminé (did not finish)
- DNS : N'a pas pris le départ (did not start)
- DQ : Disqualification (disqualification)
- NM : Aucun essai valable enregistré (No Mark)
- Q : Qualifié « directement » au prochain tour (ou à la prochaine compétition), lors d'une compétition majeure, grâce au classement ou à la réalisation des minima (automatic qualifier)
- q : Qualifié au prochain tour (ou à la prochaine compétition), lors d'une compétition majeure, grâce au repêchage ou à la réalisation de l'une des meilleures performances parmi celles des « non qualifiés directement » (grâce au meilleur temps ou à la meilleure distance par exemple) (secondary qualifier)